# Valter de Moeslain
Valter de Moeslain ou Viter, (1030-1080), nasceu nas proximidades de 1030 em Moeslain, França e morreu em 1080. Era filho de Eudes de Dampierre e Sybille I de Bolonha da Condado da Bolonha, seus avôs paternos eram Hildouin ou Geldoin de Dampierre e Melsinde de Limoges do Condado de Limoges, no território do Ducado da Aquitânia. Era filho único e morreu em 1080.
É considerado, juntamente com o filho Teobaldo, o precursor e fundador da Casa de Dampierre.

## Relações familiares
Foi filho de Eudes de Dampierre e Sybille I de Bolonha e casado com a nobre Sibilia II da França do Condado da Bolonha (1035-1074), de quem teve:
1. Teobaldo de Dampierre (1060-1107) casado com Elisabeth de Montlhéry, filha de Milon I de Montlhéry, "o Grande" e Litauise d'Eu.
2. Hugo de Troyes, bispo de Troyes.